# Sentinel Creek (Firehole River)
Der Sentinel Creek ist ein etwa 17 km langer, linker Nebenfluss des Firehole River im Nordwesten des US-Bundesstaates Wyoming. Er fließt auf seiner gesamten Länge durch den Yellowstone-Nationalpark.

## Verlauf
Der Sentinel Creek entspringt östlich der Buffalo Meadows auf dem westlichen Hochplateau des Yellowstone-Nationalparks im nördlichsten Teton County auf einer Höhe von etwa 2480 m. Er fließt zunächst in nördliche Richtung, bevor er sich nach etwa der Hälfte seiner Fließstrecke nach Osten wendet. Mäandrierend fließt der Sentinel Creek durch die Sentinel Meadows und passiert mehrere Geysire und Thermalquellen, darunter Queen's Laundry, Bath Spring und Steep Cone. Wenige Kilometer weiter im Osten mündet er nach etwa 17 km im nördlichen Teil des Unteren Geysir-Beckens auf einer Höhe von 2189 m in den hier nach Nordosten fließenden Firehole River.

## Hydrologie
Der Sentinel Creek ist als Nebenfluss des Firehole River Teil des Einzugsgebietes des Madison River, der über Missouri und Mississippi in den Golf von Mexiko entwässert. Das Einzugsgebiet des Sentinel Creek hat eine Fläche von 46 km² und grenzt an die Einzugsgebiete von Fairy Creek im Südosten, Little Firehole River im Süden und Südwesten sowie Madison River im Nordwesten.

## Belege
1. ↑  Sentinel Creek (Firehole River). In: Geographic Names Information System. United States Geological Survey, United States Department of the Interior (englisch).